# Volo Kam Air 904
Il volo Kam Air 904 era un volo domestico di linea tra Herat e Kabul. Il 3 febbraio 2005, il Boeing 737-200 operante sulla rotta si schiantò sulle montagne a circa 30 km a est della capitale afghana, provocando la morte di tutti i 96 passeggeri e gli 8 membri dell'equipaggio a bordo.

## L'aereo
Il velivolo coinvolto era un Boeing 737-200, marche EX-037, numero di serie 22075, numero di linea 630. Volò per la prima volta nel gennaio 1980 e venne consegnato lo stesso mese alla Nordair. Operò in seguito per Wien Air Alaska, Canadian Pacific Airlines, TACA, Aviateca, LACSA, Ecuatoriana de Aviación e Aserca Airlines. La Kam Air lo prese in leasing dalla Phoenix Aviation nell'ottobre 2004. Era equipaggiato con 2 motori turboventola Pratt & Whitney JT8D-9A(HK3). Al momento dell'incidente, l'aereo aveva 25 anni e aveva accumulato 51 363 ore di volo in 42 055 cicli di pressurizzazione.

## I passeggeri
Delle 105 persone a bordo, 97 erano passeggeri e 8 erano membri dell'equipaggio. Almeno 25 erano cittadini stranieri: 9 turchi, 6 statunitensi, 4 russi, 3 italiani, un olandese e un iraniano, nonché il primo ufficiale, che aveva la doppia cittadinanza russo-canadese. Secondo i rapporti, i russi erano tutti membri dell'equipaggio, i turchi erano civili che lavoravano per aziende con sede in Turchia e gli italiani includevano un architetto che lavorava per le Nazioni Unite, Andrea Pollastri, così come un altro civile e un Ufficiale del Gruppo Operativo Incursori della Marina Militare, Bruno Vianini. Tre dei sei americani a bordo erano donne che lavoravano per la ONG Management Sciences for Health (MSH) con sede a Cambridge, nel Massachusetts, e una era un ingegnere olandese per le risorse idriche, capogruppo di un progetto di sviluppo nei bacini occidentali.

## L'incidente
Alle 10:43:24 UTC, il controllore di Bagram autorizzò il volo a scendere a sua discrezione e a utilizzare il VOR per l'avvicinamento alla pista 29. Le condizioni meteo, in quel frangente avverse, furono comunicate all'aeromobile. La visibilità era di 2 chilometri con presenza di nevicate, base della nube a 2 200 piedi (670 m), vento calmo e impostazione dell'altimetro QNH 1016.
Alle 10:43:58, quando l'aereo si trovava a 35 miglia a ovest del VOR di Kabul, venne stabilito il contatto radar con la torre di Bagram. Il controllore consigliò ai piloti di passare sopra il radiofaro a un'altitudine di 13 000 piedi (4 000 m) o superiore e li autorizzò a un avvicinamento VOR/DME alla pista 29. Alle 10:48:41, l'aereo riferì di trovarsi al livello di volo 130. Bagram autorizzò nuovamente il volo a un avvicinamento tramite VOR alla pista 29 e gli disse di segnalare quando stavano effettuando l'ultima virata. L'equipaggio rispose affermativamente. Questa fu l'ultima trasmissione ricevuta dall'aereo.
Verso le 10:50:11 UTC, la torre di controllo perse il contatto con il Boeing. I controllori tentarono più volte di localizzarlo tramite radar e comunicazioni radio, ma non ebbero successo. Le ricerche furono ritardate e ostacolate a causa di una forte tempesta di neve nella regione. I resti dell'aereo, disintegratosi contro la montagna, vennero infine localizzati tre giorni dopo da un elicottero della International Security Assistance Force (ISAF) circa 30 chilometri a sud-est dell'aeroporto Internazionale di Kabul. Tutti i 105 occupanti a bordo avevano perso la vita.
Il leader talebano Mullah Dadullah dichiarò che i suoi guerriglieri non avevano abbattuto il velivolo ed espresse tristezza per l'incidente. Vicino a Kabul si trovava la base aerea di Bagram, controllata dalle forze militari statunitensi; sarebbe stato possibile per il volo 904 deviare e atterrare lì invece che all'aeroporto di Kabul in una situazione di emergenza.

## L'operazione di recupero

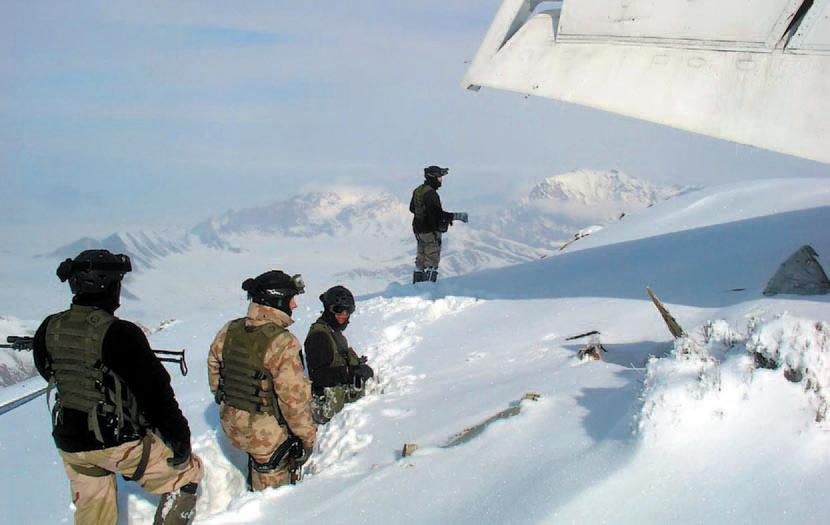
I militari sloveni aiutarono gli afghani nelle operazioni per raggiungere il velivolo.

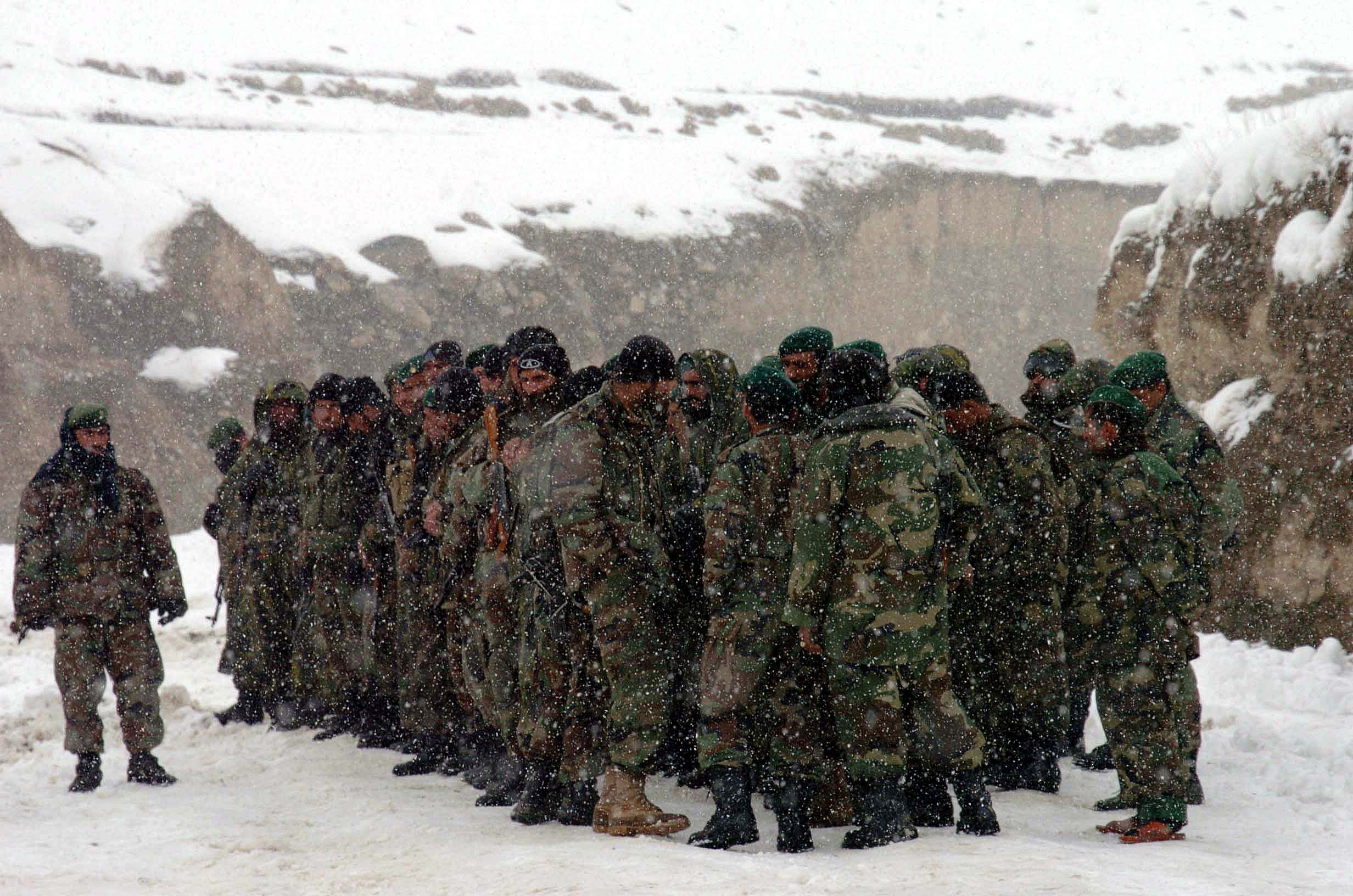
La squadre di salvataggio, vista nella nevicata prima di partire verso il sito dell'incidente.

Un'operazione di salvataggio venne lanciata in condizioni meteorologiche atroci dall'ISAF e dall'Esercito nazionale afgano (ANA) e la coda dell'aereo venne avvistata da due Apache olandesi tre giorni dopo, intorno alle 09:30 UTC.
L'ISAF effettuò numerosi tentativi di raggiungere il sito dell'incidente con degli elicotteri, ma nessuno ebbe successo a causa del maltempo. Il Ministero della Difesa afghano ordinò al Corpo Centrale dell'ANA di riunire una squadra per tentare il salvataggio dei presunti superstiti. Il quarto giorno dopo l'incidente, una squadra di soccorso dell'ISAF riuscì a raggiungere il luogo dell'incidente e confermò che tutti gli occupanti dell'aereo erano morti.
Il luogo dello schianto si trovava su un crinale del monte Chaperi a un'altitudine di 11 000 piedi (3 400 m), 20 miglia a est della capitale afgana di Kabul. Il crinale era un luogo spaventoso; ripido da un lato, in forte pendenza dall'altro con profondi nevai, spazzato da forti venti e coperto da nebbia gelida. La neve nascondeva tracce o sentieri locali e le strade di accesso dai villaggi vicini erano impraticabili ai veicoli, nonostante i diversi tentativi delle pattuglie di trovare una via per la vetta. Il clima invernale non offrì un'altra opportunità fino al 7 febbraio, quando una finestra di tempo sereno permise a un elicottero di portare alcuni uomini sulla sommità della cresta. Spingendosi nella neve alta fino alla cintola e consci della possibile minaccia di mine, la squadra raggiunse il sito. Venne determinato che nessuno era sopravvissuto allo schianto iniziale dell'aereo.

## Le indagini
Il registratore dei dati di volo venne trovato dopo una ricerca ampia ed estremamente difficile e consegnato agli analisti del National Transportation Safety Board degli Stati Uniti; tuttavia, non conteneva dati validi poiché troppo danneggiato. Il registratore vocale della cabina di pilotaggio, che avrebbe fornito informazioni cruciali sulle azioni dell'equipaggio durante l'avvicinamento, non venne mai localizzato.
L'aereo aveva colpito una cresta vicino alla sommità della montagna. La documentazione effettiva dei detriti durante cinque visite in loco fu difficile perché la maggior parte delle parti erano o sepolte sotto diversi metri di neve e inaccessibili, al di fuori del cordone privo di mine e inaccessibili, o lungo l'altro lato della cresta e quindi inaccessibili a una squadra non specializzata in scalate. Il frammento più evidente e riconoscibile presente era lo stabilizzatore verticale e una piccola porzione della fusoliera posteriore. La maggior parte del relitto visibile si trovava tra due strutture in pietra, che erano posti di osservazione utilizzati dai mujahadeen per monitorare i movimenti delle truppe sovietiche nella valle di Kabul durante gli anni ottanta. All'interno di un cerchio di 200 piedi, dopo una faticosa rimozione della neve, gli investigatori identificarono parti di entrambi i motori, entrambe le ali, il carrello di atterraggio principale sinistro, molti componenti della cambusa di poppa, lo stabilizzatore orizzontale, resti umani ed effetti personali. Alcuni materiali, come uno scivolo per l'evacuazione e alcuni componenti del motore destro, erano situati al di fuori dell'area priva di mine. Questi furono documentabili solo tramite fotocamere dotate di zoom o binocoli.
Il team investigativo non trovò mai una causa certa che aveva portato all'incidente a causa della scarsa quantità di prove e del fatto che la maggior parte del Boeing era andata disintegrata nell'impatto. Tuttavia, nella relazione finale pubblicata l'anno successivo, viene indicato:
(Final report volo Kam Air 904, pagina 18, sezione 3.2)
Il 30 maggio 2018 il Corriere della Sera pubblica un'inchiesta a firma di Francesco Battistini e Enrico Mannucci nella quale emergono molteplici interrogativi in riferimento alla conduzione delle indagini da parte della Procura di Roma e circa l' "incidente" stesso.